# Moar (efect)
| |  | Imagine indisponibilă |
| Un efect de moar, format din două seturi de linii paralele, cu un set înclinat la un unghi de 5° față de celălalt. |  | Liniile fine care alcătuiesc cerul, în această imagine, creează un efect de moar atunci când sunt afișate la anumite rezoluții din același motiv pentru care fotografiile televizoarlor manifestă acest efect: liniile nu sunt perfect drepte. |

În fizică, matematică și artă, moarul este un efect vizual creat, de exemplu, atunci când două modele grafice identice  (de obicei transparente), pe o suprafață plană sau curbată (cum ar fi liniile drepte apropiate, desenate ca radiind dintr-un punct sau luând forma unui grilaj), sunt suprapuse și apoi deplasate sau rotite foarte puțin una față de cealaltă.

## Etimologie

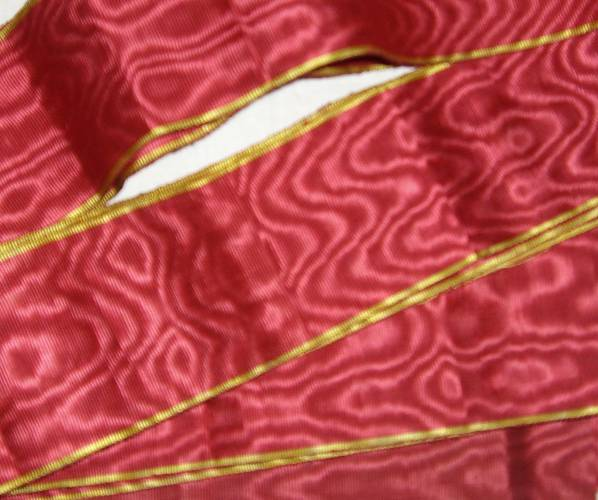
Fâșii de moar, prezentând textura caracteristică a țesăturii.

Termenul este preluat de la țesătura de moar (moiré în forma sa adjectivală franceză), un tip de material textil, confecționat în mod tradițional din mătase dar în prezent și din bumbac sau fibră sintetică, cu aspect unduit sau „apos”.
Istoria cuvântului moar este complicată.  Cea mai timpurie origine acceptată este arăbescul mukhayyar („مُخَيَّر” în arabă, care înseamnă ales), o țesătură făcută din lâna caprei angora, din khayyara („خيّر” în arabă), 'a ales' (prin urmare, o țesătură „aleasă” sau de calitate).  S-a sugerat de asemenea că termenul arab ar proveni din latinescul marmoreus, însemnând mărmuriu.  Până în 1570, cuvântul a intrat în limba engleză sub forma mohair. Acesta a fost apoi adoptat în limba franceză ca mouaire, și până în 1660 (în scrierile lui Samuel Pepys) a fost adoptat înapoi în limba engleză ca moire sau moyre.  Între timp, franțuzescul mouaire s-a transformat într-un verb, moirer, însemnând „a produce o textilă udă prin țesere sau presare”, care până în 1823 a dat naștere adjectivului moiré (pronunție în franceză [mwaˈʁe]). Din limba franceză termenul a fost preluat și în limba română sub forma „moar”. 
"Textilă udă" se referă la așezarea unei părți a textilei deasupra unei alte părți, și presarea celor două straturi atunci când sunt ude. Similitudinea spațierii firelor individuale (urzeala și bătătura), care este, totuși, o spațiere imperfectă, creează modele caracteristice atunci când straturile sunt presate laolaltă; când se usucă, modelele rămân.

## Formarea efectului
Efectele de moar sunt adesea artefacte nedorite ale imaginilor produse  de variatele tehnici de generare a imaginilor digitale și infografică, de exemplu la scanarea unei imagini în semitonuri sau urmărirea razelor unui plan caroiat (ultima fiind un caz special de aliasare, din cauza subeșantionării unui model regulat fin).  Această problemă poate fi depășită în maparea texturii prin folosirea mapării mip și filtrării anizotrope.
Desenul din dreapta sus ilustrează un efect de moar.  Liniile pot reprezenta fibrele din mătasea moarului, sau linii desenate pe hârtie ori pe ecranul unui calculator. Interacțiunea neliniară a formelor optice ale liniilor, creează o formă reală și vizibilă de benzi  de tonalitate închisă și deschisă aproximativ paralele, modelul moarului, suprapus pe linii.
Moaruri liniare mai complexe apar dacă liniile sunt curbate sau nu chiar paralele. Moaruri care relevă forme complexe, sau secvențe de simboluri încorporate într-unul dintre starturi (ca forme comprimate repetate periodic) sunt create cu moarul formă, numit și moar bandă. Una dintre cele mai importante proprietăți ale moarului formă este abilitatea sa de a mări forme mici de-a lungul uneia sau ambelor axe, adică, întinderea. Un exemplu bidimensional comun de efect de moar amplificator se ivește la privirea unei  plase de gard printr-o a doua plasă de gard de model identic.  Structura fină a modelului este vizibilă chiar și de la distanțe mari.

## Calcule

### Moar de modele paralele

#### Abordare geometrică
|                                                      |  | Imagine indisponibilă                                                      |
| Modelele sunt suprapuse la jumătatea lățimii figurii |  | Moar obținut prin suprapunerea a două modele similare rotite la un unghi α |

Să se considere două modele constituite din linii drepte paralele și echidistante, de exemplu, linii verticale. Distanțarea liniilor primului model este {\displaystyle p}, distanțarea liniilor celui de-al doilea este {\displaystyle p+\delta p}, unde {\displaystyle 0<\delta <1}.
Dacă liniile modelelor sunt suprapuse în stânga figurii, decalajul dintre linii crește la deplasarea spre dreapta. După un număr dat de linii, modelele sunt opuse: liniile celui de-al doilea model se găsesc între liniile primului model. Privite de la distanță, induc senzația de zone palide atunci când liniile se suprapun, lăsând să se vadă spațiul alb dintre ele, și zone întunecate atunci când liniile sunt alăturate.
Mijlocul primei zone întunecate este acolo unde decalajul este egal cu {\displaystyle {\frac {p}{2}}}.  A {\displaystyle n}-a linie a celui de-al doilea model este decalată cu {\displaystyle n\cdot \delta p} în comparație cu cea de-a {\displaystyle n}-a linie a primei rețele. Mijlocul primei zone întunecate corespunde prin urmare cu
{\displaystyle n\cdot \delta p={\frac {p}{2}}}
adică
{\displaystyle n={\frac {p}{2\delta p}}}.
Distanța d dintre mijlocul unei zone deschise și cel al uneia închise este
{\displaystyle d=n\cdot p={\frac {p^{2}}{2\delta p}}}
distanța dintre mijloacele a două zone întunecate, care este de asemenea distanța dintre mijloacele zonelor deschise, este
{\displaystyle 2d={\frac {p^{2}}{\delta p}}}
Din această formulă, se poate vedea că:
- cu cât este mai mare distanța dintre linii, cu atât este mai mare și distanța dintre zonele deschise și cele întunecate;
- cu cât este mai mare discrepanța {\displaystyle \delta p}, cu atât sunt mai apropiate zonele întunecate și cele deschise; o spațiere mare între zonele întunecate și cele deschise înseamnă că modelele au linii foarte apropiate.

Desigur, atunci când {\displaystyle \delta p={\frac {p}{2}}}, se obține o figură gri uniformă, lipsită de contrast.
Principiul moarului este similar cu cel al funcționării vernierului.

#### Abordare ca funcție matematică

Model de moar (jos) creat prin suprapunerea a două grilaje (sus și mijloc)

Esența efectului de moar este percepția (preponderent vizuală) a unui celui de-al treilea model distinct cauzată de suprapunerea inexactă a două modele similare. Reprezentarea matematică a acestor modele nu se obține în mod obișnuit și poate fi oarecum arbitrară. În această secțiune, se va considera un exemplu matematic a două modele paralele a căror suprapunere produce un efect de moar, și se va arăta o modalitate (dintre multe modalități posibile) prin care aceste modele și efectul de moar pot fi redate pe cale matematică.
Vizibilitatea acestor modele este dependentă de mediul sau substratul în care apar, putând fi opace (cum ar fi pe hârtie) sau transparente (cum ar fi pe o filă de plastic). În scopul exemplificării se va presupune că cele două modele primare sunt fiecare tipărite în tonuri de gri pe foi albe, unde opacitatea (tonul de gri) părții tipărite este dată de o valuare situată între 0 (alb) și 1 (negru) inclusiv, cu 1/2 reprezentând griul neutru.  Orice valoare mai mică decât 0 sau mai mare decât 1, folosind această scară de griuri, este practic netipăribilă.  
De asemenea, opacitatea modelului rezultat din tipărirea unui model peste un altul într-un punct dat de pe hârtie, se va reprezenta convențional  ca media aritmetică a opacității fiecărui model la poziția respectivă, care este jumătate din suma lor și, după cum rezultă din calcul, nu depășește 1. Această opțiune nu este unică.  Oricare altă metodă de a combina funcțiile, care satisface cerința menținerii valorii funcției rezultante între limitele [0,1], este de asemenea acceptabilă. Media aritmetică deține însă virtutea simplității.
În continuare se va considera suprapunerea „tipăriturilor” a două modele în tonuri de gri aproximativ similare, variate sinusoidal, pentru a ilustra cum acestea produc un efect de moar mai întâi tipărind un model pe hârtie iar apoi tipărind celălalt model peste primul, păstrând axele de coordonate ale acestora în registru. Se reprezintă intensitatea griului din fiecare model printr-o funcție pozitivă a opacității definită de distanța de-a lungul unei direcții fixate (de exemplu, coordonata x) în planul hârtiei, sub forma
{\displaystyle f={\frac {1+\sin(kx)}{2}}}
unde prezența lui 1 menține funcția pozitiv definită, iar împărțirea la 2 previne valori ale funcției mai mari decât 1.  
Cantitatea {\displaystyle k} reprezintă variația periodică (adică frecvența spațială) a intensității griului modelului, măsurată ca numărul de cicluri de intensitate pe unitate de distanță. Din moment ce funcția sinusoidală este ciclică pentru schimbările de argument de {\displaystyle 2\pi }, incrementul distanței {\displaystyle \Delta x} pe ciclu de intensitate (lungimea de bandă) se obține când {\displaystyle k\Delta x=2\pi } sau {\displaystyle \Delta x={\frac {2\pi }{k}}}.    
Să se considere acum două astfel de modele unde una are o variație periodică puțin diferită față de cealaltă:
{\displaystyle f_{1}={\frac {1+\sin(k_{1}x)}{2}}}
{\displaystyle f_{2}={\frac {1+\sin(k_{2}x)}{2}}}
astfel încât {\displaystyle k_{1}\approx k_{2}}.  
Media acestor două funcții, reprezentând imaginea tipărită suprapusă, se evaluează în modul următor: 
{\displaystyle f_{3}={\frac {f_{1}+f_{2}}{2}}}
{\displaystyle ={\frac {1}{2}}+{\frac {\sin(k_{1}x)+\sin(k_{2}x)}{4}}}
{\displaystyle ={\frac {1+\sin(Ax)\cos(Bx)}{2}}}
de unde se poate deduce că
{\displaystyle A={\frac {k_{1}+k_{2}}{2}}}
și
{\displaystyle B={\frac {k_{1}-k_{2}}{2}}}.
Această medie a  funcției, {\displaystyle f_{3}}, se situează în mod clar în intervalul [0,1]. Din moment ce variația periodică {\displaystyle A} este media și prin urmare apropiată de {\displaystyle k_{1}} și {\displaystyle k_{2}}, efectul de moar este demonstrat distinctiv de către funcția înfășurătoare sinusoidală {\displaystyle \cos(Bx)}, a cărei variație periodică este semidiferența variațiilor periodice ale {\displaystyle k_{1}} și {\displaystyle k_{2}} (și evident mult mai „lentă”).
Alte efecte de moar unidimensionale includ clasicul ton al frecvenței de bătaie care poate fi auzit atunci când două note pure de înălțime aproximativ identică sunt create simultan. Aceasta este o versiune acustică a efectului de moar într-o singură dimensiune temporală:  cele două note originale sunt încă prezente,  dar ascultătorul percepe două înălțimi care reprezintă media și semidiferența frecvențelor celor două note.  Dedublarea în timpul eșantionării semnalelor variabile în timp, aparține de asemenea acestei paradigme a moarului.
Deși este răspândită impresia că efectul de moar rezultă din interferența dintre două modele suprapuse, interferența (așa cum este înțeleasă în domeniul fizicii) necesită adunarea și ridicarea la pătrat a amplitudinilor de unde dinamice, iar aceste amplitudini suprapuse și produsele lor pot de asemenea avea valori negative.  Aceste atribute dinamice nu sunt niciodată prezente în modelele statice tipărite pe foi opace sau transparente care sunt suprapuse pentru a produce un efect de moar.  Aceasta înseamnă că cele două fenomene de suprapunere nu coincid.  Prin urmare efectul de moar nu este un fenomen de interferență real, chiar dacă aspectul său poate uneori părea similar imaginilor modelelor produse de combinarea (și interferența) undelor fizice luate la un oricare moment în timp.

### Modele rotite
Să se considere două modele cu eceeași distanțare a liniilor {\displaystyle p}, dar al doilea model este întors la un anumit unghi {\displaystyle \alpha }. Văzute de la depărtare, se pot de asemenea observa linii întunecate și deschise: liniile deschise la culoare corespund cu nodurile, adică, linii care trec prin intersecțiile celor două modele.
Dacă se ia în considerare o celulă a „plasei”, se poate observa că celula respectivă este un romb: un paralelogram cu cele patru laturi egale cu {\displaystyle d={\frac {p}{\sin \alpha }}}; (există un triunghi dreptunghic a cărui ipotenuză este  {\displaystyle d} iar latura opusă unghiului {\displaystyle \alpha } este {\displaystyle p}).
|                                                                                |  | Imagine indisponibilă          |
| Celulă unitate a „plasei”; „ligne claire” înseamnă „linie deschisă la culoare” |  | Efect al schimbării unghiului. |

Liniile deschise corespund diagonalei mici a rombului. Având în vedere că diagonalele sunt bisectoarele laturilor alăturate, se poate observa că linia deschisă creează un unghi egal cu {\displaystyle {\frac {\alpha }{2}}} cu perpendiculara liniilor fiecărui model.
În plus, spațierea dintre două linii deschise este {\displaystyle D}, o jumătate a diagonalei mari. The Diagonala mare {\displaystyle 2D} este ipotenuza unui triunghi dreptunghic iar laturile acestuia sunt {\displaystyle d(1+\cos \alpha )} și {\displaystyle p}. Prin teorema lui Pitagora se obține:
{\displaystyle (2D)^{2}=d^{2}(1+\cos \alpha )^{2}+p^{2}}
și anume
{\displaystyle (2D)^{2}={\frac {p^{2}}{\sin ^{2}\alpha }}(1+\cos \alpha )^{2}+p^{2}=p^{2}\cdot \left({\frac {(1+\cos \alpha )^{2}}{\sin ^{2}\alpha }}+1\right)}
prin urmare
{\displaystyle (2D)^{2}=2p^{2}\cdot {\frac {1+\cos \alpha }{\sin ^{2}\alpha }}} sau {\displaystyle D={\frac {p}{2}}/\sin {\frac {\alpha }{2}}}.
|                             |  |  |
| Efect asupra liniilor curbe |  |  |

Atunci când {\displaystyle \alpha } este foarte mic ({\displaystyle \alpha <{\frac {\pi }{6}}}), pot fi efectuate următoarele aproximații:
{\displaystyle \sin \alpha \approx \alpha }
{\displaystyle \cos \alpha \approx 1}
prin urmare
{\displaystyle D\approx {\frac {p}{\alpha }}}.
Se poate observa că cu cât este mai mic {\displaystyle \alpha }, cu atât sunt mai depărtate liniile deschise; când ambele modele sunt paralele ({\displaystyle \alpha =0}), spațierea dintre liniile descise este „infinită” (nu există linii deschise).
Există prin urmare două modalități de a determina {\displaystyle \alpha }: prin orientarea liniilor deschise și prin spațierea lor
{\displaystyle \alpha \approx {\frac {p}{D}}}
Dacă se optează pentru măsurarea unghiului, eroarea finală este proporțională cu eroarea măsurătorii. Dacă se optează pentru măsurarea spațierii, eroarea finală este proporțională cu inversul spațierii. Așadar, pentru unghiurile mici, cea mai bună opțiune este măsurarea spațierii.

## Implicații și aplicații

### Tipărirea imaginilor color
În artele grafice și prepresă, tehnologia obișnuită pentru tipărirea imaginilor color implică suprapunerea ecranelor semiton. Acestea sunt modele punctate rectangulare obișnuite—adesea în număr de patru, tipărite în cyan (albastru primar), galben, magenta (roșu primar) și negru. Efectul de moar într-o anumită măsură este inevitabil, dar în circumstanțe favorabile moarul este „strâns”, adică, frecvența spațială a moarului este atât de înaltă încât este insesizabil. În grafică, termenul de „moar” desemnează un efect de moar vizibil în mod excesiv. Parte din procesul prepresei care implică imaginile, constă în selectarea unghiurilor ecranelor și frecvențele semitonurilor care minimizează moarul. Vizibilitatea moarului nu este pe de-a-ntregul predictibilă. Același set de ecrane pot produce rezultate bune în cazul anumitor imagini, dar moaruri vizibile în cazul altora.
În fabricație, aceste modele sunt folosite pentru studierea deformărilor microscopice în materiale: prin deformarea unui grilaj în raport cu un grilaj de referință și măsurarea efectului de moar, pot fi deduse nivelurile de tensiune. Această tehnică este atractivă deoarece scara efectului de moar este mult mai mare decât abaterea care o cauzează, facilitând măsurătorile.

### Ecrane de televizor și fotografii
| |  | Imagine indisponibilă                                                       |
| Penajul acestui papagal prezintă un puternic efect de moar (a se vedea imaginile la mărime întreagă) |  | Efect de moar observabil la o cușcă din Grădina Zoologică din San Francisco |

Efectul de moar poate fi observat adesea pe ecranul televizoarelor atunci când o persoană poartă un element de vestimentație cu un anumit model grafic, cum ar fi o jachetă cu imprimeu pepit. Aceasta se datorează baleiajului alternat (sau întrețesut/intercalat/interliniat) în televizoare și camerele fără film, numit scânteiere interliniară.  Odată cu mișcarea pesoanei, vizibilitatea efectului de moar devine totmai pronunțată.  Ca urmare a acestui fapt, prezentatorii de știri și alți oameni de televiziune sunt instruiți să evite vestimentația care ar putea produce acest efect.
Fotografiile ecranelor de televizor realizate cu o cameră digitală adesea prezintă efect de moar.

### Navigație marină
Moarul este folosit la balizele plutitoare pentru a marca pericole subacvatice (de obicei țevi sau cabluri). Efectul de moar creează săgeți care indică spre o linie imaginară ce marchează pericolul; în timp ce navigatorii trec pe deasupra pericolului, săgețile de pe balize par să devină benzi verticale, schimbându-se ulterior înapoi în săgeți care indică direcția opusă. Un exemplu poate fi găsit în RU pe țărmul estic al Southamptonului, pe partea opusă rafinăriei petroliere Fawley (50°51′21.63″N 1°19′44.77″V / 50.8560083°N 1.3291028°V). Balize cu moar similare pot fi folosite pentru ghidarea marinarilor către punctul central al unui pod; atunci când vasul este aliniat cu linia centrală, sunt vizibile linii verticale.

### Măsurarea deformării

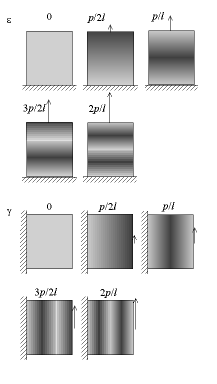
Utilizarea efectului de moar în măsurarea deformării: cazul tracțiunii uniaxiale (sus) și forfecare pură (jos); liniile modelelor sunt inițial orizontale în ambele cazuri

Efectul de moar poate fi folosit în măsurarea deformării materialelor: operatorul trebuie decât să deseneze un model pe obiect și să suprapună modelul de referință peste modelul deformat de pe obiectul deformat.
Un efect similar poate fi obținut prin suprapunerea unei imagini holografice a obiectului peste însuși obiectul respectiv: holograma este distanțarea de referință, iar diferența cu obiectul o reprezintă deformările, care apar ca linii deschise și întunecate alternante.
A se vedea și: teoria elasticității, tensor de deformare și interferometrie holografică.

### Procesarea imaginilor
Unele programe ale driverelor scanerelor furnizează un filtru opțional, numit filtru de „dezecranare”, pentru îndepărtarea artefactelor efectului de moar care ar fi produse altfel la scanarea imaginilor semiton tipărite, în vederea creării de imagini digitale.

### Bancnote
Multe monede de schimb exploatează tendința scanerelor digitale de a produce efecte de moar, incluzând modele unduite sau circulare fine care sunt susceptibile producerii efectului de moar atunci când sunt scanate și tipărite.

### Animație
Efectul de moar poate fi folosit și pentru animarea imaginilor. Un strat de acetat conținând dungi verticale este plasat peste imagine și deplasat încet de la dreapta la stânga. Aceste animații sunt vândute în seturi sub numele comercial Scanimation. Au fost inventate de Rufus Butler Seder, și patentate în 2006 sub patentul SUA cu numărul 7151541.

### Microscopie de superrezoluție
Efectul de moar poate fi folosit pentru obținerea imaginilor cu rezoluție mai mare decât limita de difracție folosind o tehnică numită microscopie cu iluminare structurată.